# Бехтерєв Сергій Станіславович
Сергій Станіславович Бехтерєв (нар. 19 травня 1958, Петропавловськ-Камчатський, РРСФР, СРСР — пом. 13 листопада 2008, Санкт-Петербург, Росія) — радянський російський актор театру, кіно та телебачення, лауреат Державної премії СРСР (1986), заслужений артист Російської Федерації (1995).

## Життєпис
Сергій Бехтерєв народився 19 травня 1958 року в місті Петропавловськ-Камчатський. У 1979 році закінчив Ленінградський інститут театру, музики і кінематографії.
З 1979 до 2002 року був актором Ленінградського Малого драматичного театру.
У 1986 році став лавреатом Державної премії СРСР, за ролі Григорія Прясліна в спектаклі Льва Додіна «Дім» та Гаврила Ганичева у виставі Льва Додіна «Брати та сестри» за творами Федора Абрамова.
Помер 13 листопада 2008 року в Санкт-Петербурзі після важкої та тривалої хвороби. Похований 17 листопада 2008 року на Волковському цвинтарі в Санкт-Петербурзі.

## Фільмографія
| Рік  |   | Українська назва           | Оригінальна назва           | Роль                                          |
| ---- | - | -------------------------- | --------------------------- | --------------------------------------------- |
| 2006 | ф | Біля річки                 |                             | помічник депутатв                             |
| 2005 | ф | Бій з тінню                | Бой с тенью                 | актор Сергій Станіславович в ролі Річарда III |
| 2004 | ф | Рагін                      | Рагин                       | Хлопчик                                       |
| 2004 | ф | Настроювач                 | Настройщик                  | шлюбний аферист                               |
| 2002 | ф | Чеховські мотиви           | Чеховские мотивы            | священик отець Іван                           |
| 1991 | ф | Дій, Маню!                 | Действуй, Маня!             | програміст Костя                              |
| 1989 | ф | Васька                     | Васька                      | Гоша Успенський                               |
| 1998 | с | Вулиці розбитих ліхтарів   | Улицы разбитых фонарей      | сатаніст Генка-Сатана                         |
| 1989 | ф | Інтердівчинка (фільм)      | Интердевочка                | офіціант                                      |
| 1989 | ф | Мистецтво жити в Одесі     | Искусство жить в Одессе     | Йосип Мугинштейн                              |
| 1988 | с | Життя Клима Самгіна        | Жизнь Клима Самгина         | Степан Томілін, домашній учитель Клима        |
| 1988 | ф | Собаче серце               | Собачье сердце              | медіум                                        |
| 1987 | ф | Гобсек                     | Гобсек                      | Дервіль                                       |
| 1987 | ф | Петроградські Гавроші      | Петроградские Гавроши       | солдат                                        |
| 1986 | ф | Червона стріла             | Красная стрела              | Валдіс                                        |
| 1985 | ф | Протистояння               | Противостояние              | Олексій Львов, друг Петрової в Адлері         |
| 1985 | ф | Чужі тут не ходять         | Чужие здесь не ходят        | Колупаєв Вітя, конюх                          |
| 1984 | ф | По коням!                  | По коням!                   | лейтенант Єршов, дільничний інспектор         |
| 1984 | ф | Блондинка за рогом         | Блондинка за углом          | нервовий покупець                             |
| 1984 | ф | Букет мімози та инші квіти | Букет мимозы и другие цветы | Андрій, молодший син Катерини Тірентіївни     |
| 1983 | ф | Небувальщина               | Небывальщина                | Бобир                                         |
| 1983 | ф | Торпедоносці               | Торпедоносцы                | підполковник Курочкін                         |
| 1982 | ф | Голос                      | Голос                       | Олег Ромашкін, композитор                     |
| 1981 | ф | 20 грудня                  | 20 декабря                  | есер-бойовик                                  |
| 1970 | ф | Дивовижна застава          | Удивительный заклад         | днокласник Альоші Власьєва (немає у титрах)   |